# Irena Lipowicz

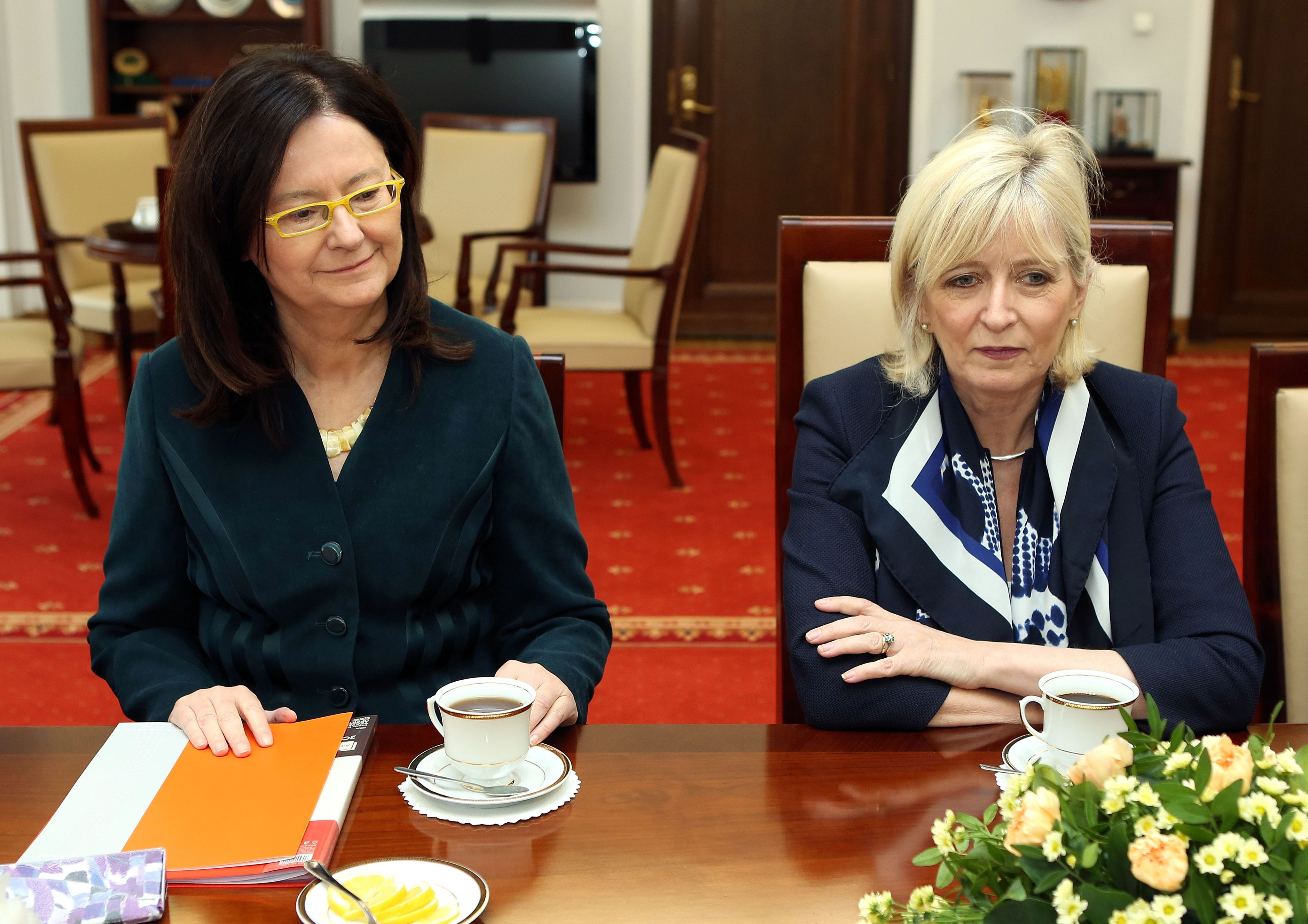
Irena Lipowicz z europejskim rzecznikiem praw obywatelskich Emily O’Reilly w Senacie (2014)

Irena Ewa Lipowicz (ur. 9 czerwca 1953 w Gliwicach) – polska prawniczka i dyplomatka, profesor nauk społecznych w dyscyplinie nauki prawne, profesor Uniwersytetu Kardynała Stefana Wyszyńskiego w Warszawie, posłanka na Sejm I, II i III kadencji, w latach 2000–2004 ambasador RP w Austrii, w latach 2010–2015 rzecznik praw obywatelskich.

## Życiorys
W 1976 ukończyła z wyróżnieniem studia na Wydziale Prawa i Administracji Uniwersytetu Śląskiego, na którym podjęła pracę w charakterze asystenta, a następnie adiunkta. W 1981 uzyskała na tym wydziale stopień doktora nauk prawnych na podstawie rozprawy pt. Sytuacja systemu informatycznego w sferze prawa administracyjnego napisanej pod kierunkiem Karola Sobczaka. W 1992 otrzymała na macierzystej uczelni stopień doktora habilitowanego nauk prawnych na podstawie dorobku naukowego oraz rozprawy pt. Pojęcie sfery wewnętrznej administracji państwowej. W 2020 otrzymała tytuł profesora nauk społecznych w dyscyplinie nauki prawne.
W 1980 wstąpiła do NSZZ „Solidarność”, brała też udział w założeniu Związku Górnośląskiego. Była współpracowniczką Centrum Obywatelskich Inicjatyw Ustawodawczych Solidarności.
Pracowała następnie m.in. w Krajowej Szkole Administracji Publicznej. Była członkinią Komitetu Nauk Prawnych Polskiej Akademii Nauk. W 1998 została profesorem nadzwyczajnym Uniwersytetu Kardynała Stefana Wyszyńskiego w Warszawie, na którym objęła kierownictwo Katedry Prawa Administracyjnego. W latach 2006–2010 była profesorem Wyższej Szkoły Psychologii Społecznej w Warszawie. Opublikowała około 100 prac naukowych, prowadziła wykłady na uniwersytetach w Kolonii, Atenach, Grazu, Dreźnie i Tybindze.
W latach 1991–2000 sprawowała mandat posłanki I, II oraz III kadencji. Była wybierana w okręgach katowickich: nr 36 i nr 16 (była bezpartyjną kandydatką z ramienia Unii Demokratycznej i Unii Wolności).
W trakcie zasiadania w parlamencie kilkakrotnie wymieniano ją w rankingach tygodnika „Polityka” wśród najlepszych posłów. W Sejmie III kadencji przewodniczyła Komisji Samorządu Terytorialnego. Uczestniczyła w pracach nad reformą administracyjną w 1999, na mocy której m.in. przywrócono powiaty i ustanowiono samorząd wojewódzki. Mandat poselski złożyła w 2000, gdy objęła funkcję nadzwyczajnego i pełnomocnego ambasadora RP w Republice Austrii. W listopadzie 2004 została mianowana na przedstawiciela MSZ do spraw stosunków polsko-niemieckich. Z resortu odeszła w maju 2006 razem ze Stefanem Mellerem (po wejściu do rządu Andrzeja Leppera).
W 2006 została rekomendowana przez posłów Platformy Obywatelskiej do Trybunału Konstytucyjnego, jednak jej kandydatura nie uzyskała wystarczającej większości. W tym samym roku powołano ją do Kolegium Najwyższej Izby Kontroli. W 2007 weszła w skład rady programowej reaktywowanego przez Stefana Bratkowskiego Konwersatorium Doświadczenie i Przyszłość. W 2008 objęła stanowisko dyrektora Fundacji Współpracy Polsko-Niemieckiej, razem z profesor Gesine Schwan została współprzewodniczącą Forum Polsko-Niemieckiego.
W 2010 klub parlamentarny PO przedstawił jej kandydaturę na stanowisko rzecznika praw obywatelskich. 10 czerwca tego samego roku została wybrana na ten urząd przez Sejm, a 8 lipca 2010 wybór ten został zatwierdzony przez Senat. Urząd objęła 21 lipca tego samego roku po złożeniu ślubowania. 9 września 2015 zakończyła pełnienie urzędu wraz ze złożeniem przed Sejmem ślubowania przez jej następcę, Adama Bodnara. Wcześniej w tym samym roku została przewodniczącą zarządu Międzynarodowego Instytutu Ombudsmana dla regionu europejskiego.
W 2016 weszła w skład rady United Nations University, rady Fundacji Europejskiego Uniwersytetu Viadrina we Frankfurcie nad Odrą, rady Fundacji Służby Rzeczypospolitej oraz Komisji Ekspertów do spraw reformy prawa ochrony danych osobowych w Unii Europejskiej przy GIODO.

## Odznaczenia i wyróżnienia
Odznaczona Krzyżem Kawalerskim Orderu Odrodzenia Polski (2009), Odznaką Honorową za Zasługi dla Samorządu Terytorialnego (2015), Krzyżem Komandorskim I Klasy Odznaki Honorowej za Zasługi dla Republiki Austrii (1999), a także Krzyżem Komandorskim Orderu Zasługi Republiki Federalnej Niemiec (2009).
Wyróżniona Nagrodą im. Grzegorza Palki (1999), Nagrodą im. Edwarda J. Wende (2005), Nagrodą im. Wojciecha Korfantego (2011), Nagrodą Viadriny, przyznawaną przez Europejski Uniwersytet Viadrina we Frankfurcie nad Odrą (2014), Nagrodą Księżnej Jadwigi Śląskiej (2015), a także Nagrodą im. Michała Serzyckiego (2019). W 2009 otrzymała tytuł doktora honoris causa Uniwersytetu w Osnabrücku.